# Ludwig Boltzmann

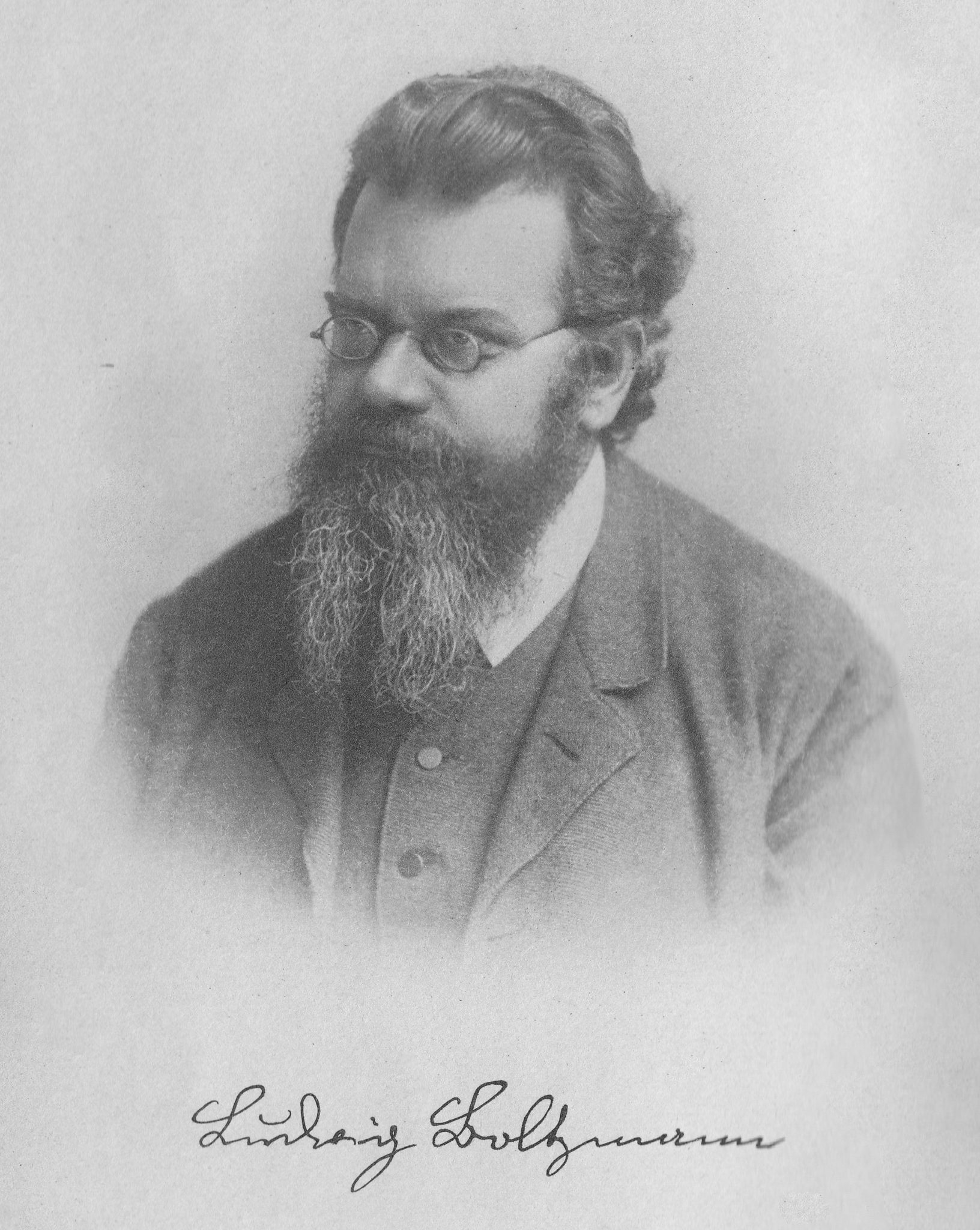
Ludwig Boltzmann (1902)

Ludwig Eduard Boltzmann (* 20. Februar 1844 in Wien; † 5. September 1906 in Duino, Österreich-Ungarn) war ein österreichischer Physiker und Philosoph. Er lehrte an den Universitäten von Wien, Graz, München und Leipzig. Seine bedeutendsten Leistungen liegen im Bereich der Thermodynamik und der statistischen Mechanik, wo er sich vor allem mit der Frage beschäftigte, wie die reversiblen mikroskopischen Bewegungen von Teilchen zu irreversiblen makroskopischen Prozessen führen können.
Als ein glühender Verfechter der Atomistik verteidigte er die reale, objektive Existenz von Atomen gegen die Angriffe von Ernst Mach und Wilhelm Ostwald. Er gilt als einer der Vollender der klassischen Physik des 19. Jahrhunderts. An den revolutionären Neuerungen der Physik zu Beginn des 20. Jahrhunderts wie der Relativitätstheorie und der Quantentheorie hatte er zwar selber keinen Anteil mehr, doch seine Methoden waren in vieler Hinsicht zukunftsweisend.
Schwer krank und an Depressionen leidend nahm er sich im Alter von 62 Jahren das Leben.

## Leben

### Abstammung
Boltzmanns Großvater väterlicherseits, Gottfried Ludwig Boltzmann, wurde 1770 in Berlin geboren und ließ sich in Wien nieder, wo er eine Spieluhrenfabrik gründete. Gottfrieds Sohn Ludwig Georg Boltzmann (* 1802; † 22. Juni 1859) studierte Jus und wurde Finanzbeamter. 1837 heiratete er in Maria Plain bei Salzburg Maria Katharina Pauernfeind, die aus einer angesehenen und wohlhabenden Salzburger Handelsfamilie stammte; der Salzburger Bürgermeister Johann Christian Paurnfeind war ihr Urgroßvater. Ludwig Georg und Maria Katharina Boltzmann hatten drei Kinder, Ludwig Eduard und seine zwei jüngeren Geschwister, Albert (* 22. April 1846; † 14. Februar 1863) und Hedwig (* 12. Mai 1848; † 1890). Boltzmanns ebenfalls hochbegabter Bruder Albert war nach ihm der zweitbeste Schüler am Akademischen Gymnasium in Linz, starb jedoch schon mit 16 Jahren an einem Lungenleiden, wahrscheinlich Tuberkulose. Seine Schwester Hedwig blieb unverheiratet und starb in geistiger Umnachtung.:1–2

### Kindheit und Jugend
Als kaiserlich-königlicher Verwaltungsbeamter wurde Boltzmanns Vater mehrmals versetzt, woraufhin die Familie an den jeweiligen Dienstort übersiedelte: von Salzburg nach Wien, wo Boltzmann geboren wurde, dann nach Wels und später nach Linz. Bis zu seinem 10. Lebensjahr wurde Boltzmann privat unterrichtet, im Jahr 1855 trat er in das Akademische Gymnasium Linz ein. Der Großteil der Lehrer gehörte dem geistlichen Stand an, 22 von 29 Klassenkollegen Boltzmanns gaben an, Theologie studieren zu wollen. Die Erziehung Boltzmanns war vom humanistischen Bildungsideal geprägt, große Bedeutung hatte die Musik in der Familie Boltzmann. Der junge Anton Bruckner war sein Klavierlehrer.
Als Boltzmann 15 Jahre alt war, starb sein Vater. Dieses Ereignis belastete ihn stark. Auch der Tod seines jüngeren Bruders vier Jahre später erschütterte ihn schwer. Trotzdem bestand er wenige Monate danach, im Sommer 1863, die Matura am akademischen Gymnasium mit Auszeichnung. Kurz darauf übersiedelte die Familie nach Wien, um ihm das Studium zu ermöglichen. Seine wohlhabende Mutter konnte sein Studium aus ihrem eigenen Vermögen finanzieren.:2–3

### Studium und Promotion in Wien (1863–1869)

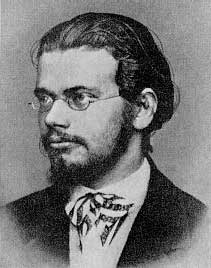
Ludwig Boltzmann im Alter von 24 Jahren (1869)

Boltzmann begann an der Universität Wien das Studium der Mathematik und Physik. Das Physikalische Institut war erst 1849 von Christian Doppler gegründet worden. Es befand sich in der Erdbergstraße 15 in Wien-Landstraße und wurde von Dopplers Nachfolger Andreas von Ettingshausen geleitet. Boltzmanns Lehrer waren neben Ettinghausen vor allem Josef Stefan, der Mathematiker Josef Petzval und August Kunzek. Boltzmann war zunächst „außerordentlicher Zögling“ und ab dem Sommersemester 1865 „ordentlicher Zögling“ am Physikalischen Institut. 1866 wurde Stefan als Nachfolger Ettingshausens Direktor des Physikalischen Instituts, im Oktober 1866 wurde Boltzmann sein Assistent. Noch vor Abschluss des Studiums veröffentlichte er zwei wissenschaftliche Arbeiten. Boltzmann schloss sein Doktoratsstudium mit den drei vorgeschriebenen Rigorosen ab und wurde am 19. Dezember 1866 zum Doktor der Philosophie promoviert. Eine Dissertation war damals nicht erforderlich.
1866 trat Josef Loschmidt in das Physikalische Institut ein. Stefan, der nur neun Jahre älter war als Boltzmann, und der wesentlich ältere Loschmidt waren für Boltzmann die prägenden Lehrergestalten, mit denen er auch freundschaftlich verbunden war. Boltzmann legte die Lehramtsprüfung für Mathematik und Physik an Obergymnasien ab und absolvierte im Studienjahr 1867/68 das vorgeschriebene Probejahr am Akademischen Gymnasium. Am 21. Dezember 1867 reichte er ein Gesuch um die venia docendi ein, die ihm am 19. März 1868 erteilt wurde. Bis zum 31. Juli 1869 lehrte er als Privatdozent und hielt eine Vorlesung Über die Grundprinzipien der mechanischen Wärmelehre.:3–5

### Erste Grazer Professur (1869–1873)
Der Lehrstuhl für mathematische Physik an der Universität Graz war vakant, seit 1867 der bisherige Ordinarius Ernst Mach an die Universität Prag berufen worden war. Der neu ernannte Ordinarius für allgemeine und experimentelle Physik, August Toepler, setzte sich für eine Neubesetzung ein. Die Bewerbung Boltzmanns wurde von Stefan unterstützt, und am 17. Juli 1869 ernannte Kaiser Franz Joseph I. Boltzmann zum ordentlichen Professor der mathematischen Physik an der Universität Graz.:6
Boltzmann war in Graz höchst erfolgreich, vermisste jedoch den Kontakt zur internationalen Fachwelt. Auch seinen verehrten Lehrern Stefan und Loschmidt warf er die Isoliertheit von der Fachwelt vor: „Weder Stefan noch Loschmidt machten meines Wissens eine Reise außerhalb des österreichischen Vaterlandes. Jedenfalls besuchten sie nie eine Naturforscherversammlung, traten nie mit fremden Gelehrten in innigere persönliche Beziehungen. Ich kann dies nicht billigen; ich glaube, daß sie bei geringerer Abgeschlossenheit noch mehr hätten leisten können. Wenigstens hätten sie ihre Leistungen rascher bekannt und daher fruchtbringender gemacht.“ Im März 1870 reichte er ein Urlaubsgesuch ein und unternahm im April und Mai 1870 die erste seiner zahlreichen Auslandsreisen, die ihn nach Heidelberg zu Robert Bunsen, Gustav Kirchhoff und Leo Koenigsberger führte. Im Wintersemester 1871/72 besuchte er Hermann von Helmholtz an der Friedrich-Wilhelms-Universität in Berlin. 1872 veröffentlichte er eine seiner bedeutendsten Arbeiten zur statistischen Mechanik, Weitere Studien über das Wärmegleichgewicht unter Gasmolekülen.

### Ordinariat für Mathematik an der Universität Wien (1873–1876)
Boltzmann bewarb sich 1873 um den durch die Emeritierung von Franz Moth freigewordenen Lehrstuhl für Mathematik an der Universität Wien. Seine Ernennung zum ordentlichen Professor für Mathematik erfolgte am 30. August 1873. Als Professor für Mathematik beschäftigte sich Boltzmann ebenfalls mit Physik, er hielt eine Vorlesung über Mechanische Wärmelehre und arbeitete in Wien und Graz auch experimentell. 1875 erhielt er ein Angebot des Eidgenössischen Polytechnikums Zürich für eine Professur auf Lebenszeit, das er zwar ablehnte, aber das ihm dazu verhalf, dem Ministerium gegenüber ein höheres Gehalt und bessere Bedingungen auszuhandeln. Einen Ruf auf einen Lehrstuhl in Freiburg schlug er aus.

### Zweite Grazer Professur (1876–1890) und gescheiterte Berufung nach Berlin

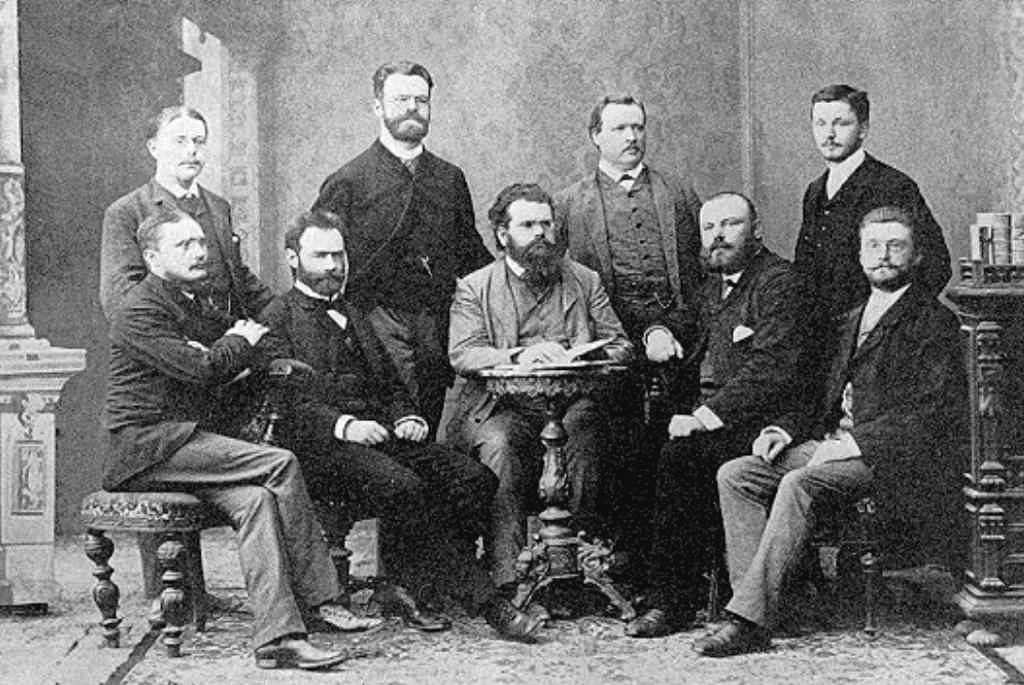
Boltzmann im Kreis von Kollegen in Graz 1887. Stehend von links: Walther Nernst, Heinrich Streintz, Svante Arrhenius, Richard Hiecke; sitzend von links: Eduard Aulinger, Albert von Ettingshausen, Ludwig Boltzmann, Ignaz Klemenčič, Viktor Hausmanninger

1875 wurde der Grazer Ordinarius für Experimentalphysik, August Toepler, an das Königlich Sächsische Polytechnikum Dresden berufen und Boltzmann zu seinem Nachfolger als Ordinarius und Leiter des Physikalischen Instituts der Universität Graz ernannt. Im Studienjahr 1878/79 war Boltzmann Dekan der Philosophischen Fakultät und im Studienjahr 1887/88 Rektor.
Die Grazer Jahre zählten zu den glücklichsten und produktivsten in Boltzmanns Leben. Hier kamen vier seiner Kinder auf die Welt, und er bezog ein Anwesen auf der Platte in Oberkroisbach im Grazer Umland (heute im Grazer Stadtteil Mariatrost), wo er sich sehr wohl fühlte. Trotzdem war diese Zeit von gesundheitlichen und psychischen Problemen überschattet. Nach dem Tod seiner Mutter am 23. Jänner 1885 durchlebte Boltzmann eine schwere psychische Krise. Als 1889 sein ältester Sohn Hugo starb, machte er sich schwere Vorwürfe, weil dessen Blinddarmentzündung zu spät diagnostiziert worden war.
Anfang 1888 erhielt Boltzmann einen Ruf als Professor für theoretische Physik an die Friedrich-Wilhelms-Universität in Berlin. Dieser Lehrstuhl war nach dem Tod Gustav Kirchhoffs im Oktober 1887 vakant geworden. Boltzmann sagte zu und wurde am 19. März zum ordentlichen Professor für theoretische Physik ernannt. Am 24. Juni 1888 sagte er überraschend wieder ab, wobei er sich auf ärztliche Gutachten berief, die seine Sehschwäche attestierten. Am 27. Juni schickte er ein Telegramm, um die Absage wieder rückgängig zu machen, was ihm jedoch trotz weiterer Interventionen nicht gelang, da der Lehrstuhl inzwischen an Max Planck vergeben war.

### Professor in München (1890–1894)
Nach dem Scheitern der Berliner Professur wollte Boltzmann weg von Graz. Er entschied sich schließlich, eine Professur an der Ludwig-Maximilians-Universität in München anzunehmen, wo er im Wintersemester 1890/1891 seine Lehrtätigkeit aufnahm. Boltzmann genoss die im Vergleich zu Graz erweiterten Möglichkeiten zu wissenschaftlichem Austausch und die Diskussionen mit zahlreichen Fachkollegen. In München bahnten sich jedoch die ersten Auseinandersetzungen mit Wilhelm Ostwald und der „Energetik“ an. 1892 besuchte er die 300-Jahr-Feier des Trinity College in Dublin und 1894 die Universität Oxford.
Einen Ruf nach Wien lehnte er 1892/93 noch ab. Als nach dem Tod Josef Stefans Anfang 1893 dessen Lehrstuhl zu besetzen war, entschloss sich Boltzmann trotz der fruchtbaren wissenschaftlichen Tätigkeit in München zur Rückkehr nach Wien.

### Erstes Ordinariat für Theoretische Physik an der Universität Wien (1894–1900)

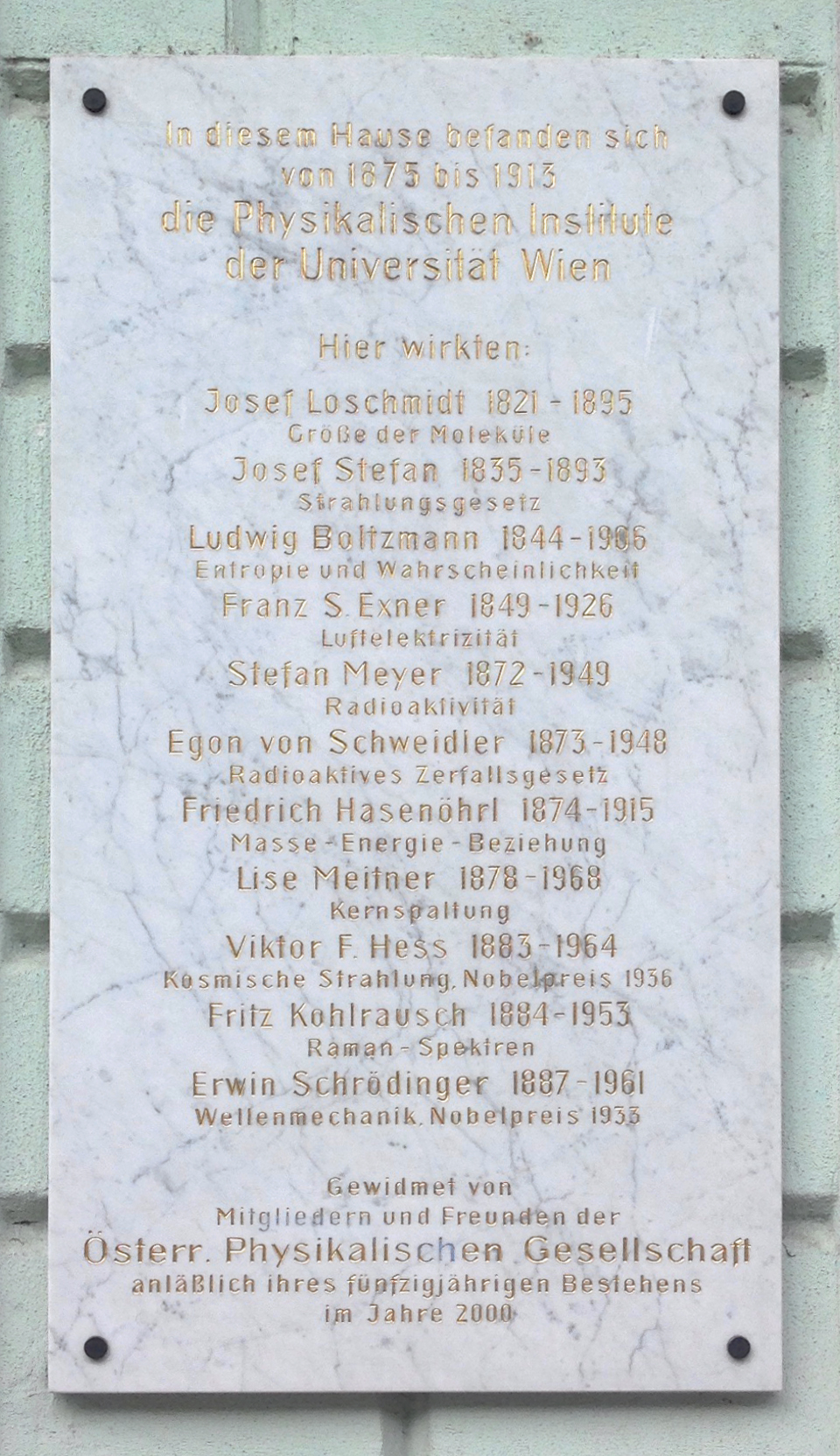
Gedenktafel am Haus Türkenstraße 3, in dem sich von 1875 bis 1913 das Physikalische Institut der Universität Wien befand, in dem Boltzmann arbeitete.

Am 1. September 1894 trat Boltzmann seinen Dienst an. Die Professur in Wien war mit einer beträchtlichen Erhöhung seines Einkommens verbunden. Die Altersvorsorge und die Absicherung des Auskommens seiner Familie im Fall seines Ablebens war einer der Beweggründe für Boltzmanns Rückkehr nach Wien gewesen. 1895 besuchte Boltzmann die Naturforscherversammlung in Lübeck, wo es zu einem Streitgespräch mit den Energetikern Ostwald und Georg Helm kam. Arnold Sommerfeld verglich das Streitgespräch mit einem Stierkampf, in dem Boltzmann dem Stier glich, aber „der Stier den Torero besiegte.“:26
Anlässlich einer Einladung an die Clark University in Worcester, Massachusetts unternahm Boltzmann 1899 die erste seiner drei Amerikareisen. Die Hinfahrt auf der Kaiser Wilhelm der Große führte von Bremerhaven über Cherbourg und Southampton nach New York. Boltzmann reiste über Boston nach Worcester weiter und besuchte Montreal, die Niagarafälle, Buffalo, Pittsburgh, Washington, Baltimore und Philadelphia. Nach vier Wochen in den USA trat er am 25. Juli 1899 die Heimfahrt auf der Trave des Norddeutschen Lloyd an.
Nach anfänglicher Euphorie fühlte Boltzmann sich jedoch in Wien bald wieder unwohl und nahm daher das Angebot einer Professur in Leipzig an. Trotz aller wissenschaftlichen Gegensätze hatte sich Ostwald intensiv für Boltzmanns Berufung eingesetzt. Er verließ Wien für viele überraschend und ohne sich von seinen Kollegen zu verabschieden.

### Professur in Leipzig (1900–1902)
Am 1. September 1900 trat Boltzmann seine Professur in Leipzig an, wo er sich jedoch von Anfang an nicht wohl fühlte. Er litt unter der Angst, dass ihn während der Vorlesung das Gedächtnis verlassen könnte und sagte daher sogar zeitweise seine Vorlesungen ab. Im Sommer 1901 unternahm er mit seinem Sohn Arthur eine ausgedehnte Schiffsreise, die ihn von Hamburg aus über Gibraltar ins Mittelmeer führte. Boltzmann litt jedoch sehr unter der Hitze, die erhoffte Besserung seines Gesundheitszustands trat nicht ein. Zwar pflegten die Familien Boltzmann und Ostwald freundschaftlichen Kontakt – so spielte Boltzmann an Musikabenden bei Ostwald Klavier –, die wissenschaftlichen Auseinandersetzungen mit Ostwald belasteten ihn jedoch. Wegen seiner Nervenleiden und Suizidgedanken konsultierte er den Psychiater Paul Flechsig. Als sich eine Gelegenheit zur Rückkehr nach Wien bot, ergriff er sie, ohne zu zögern.:34–36

### Zweites Ordinariat für Theoretische Physik an der Universität Wien (1902–1906)

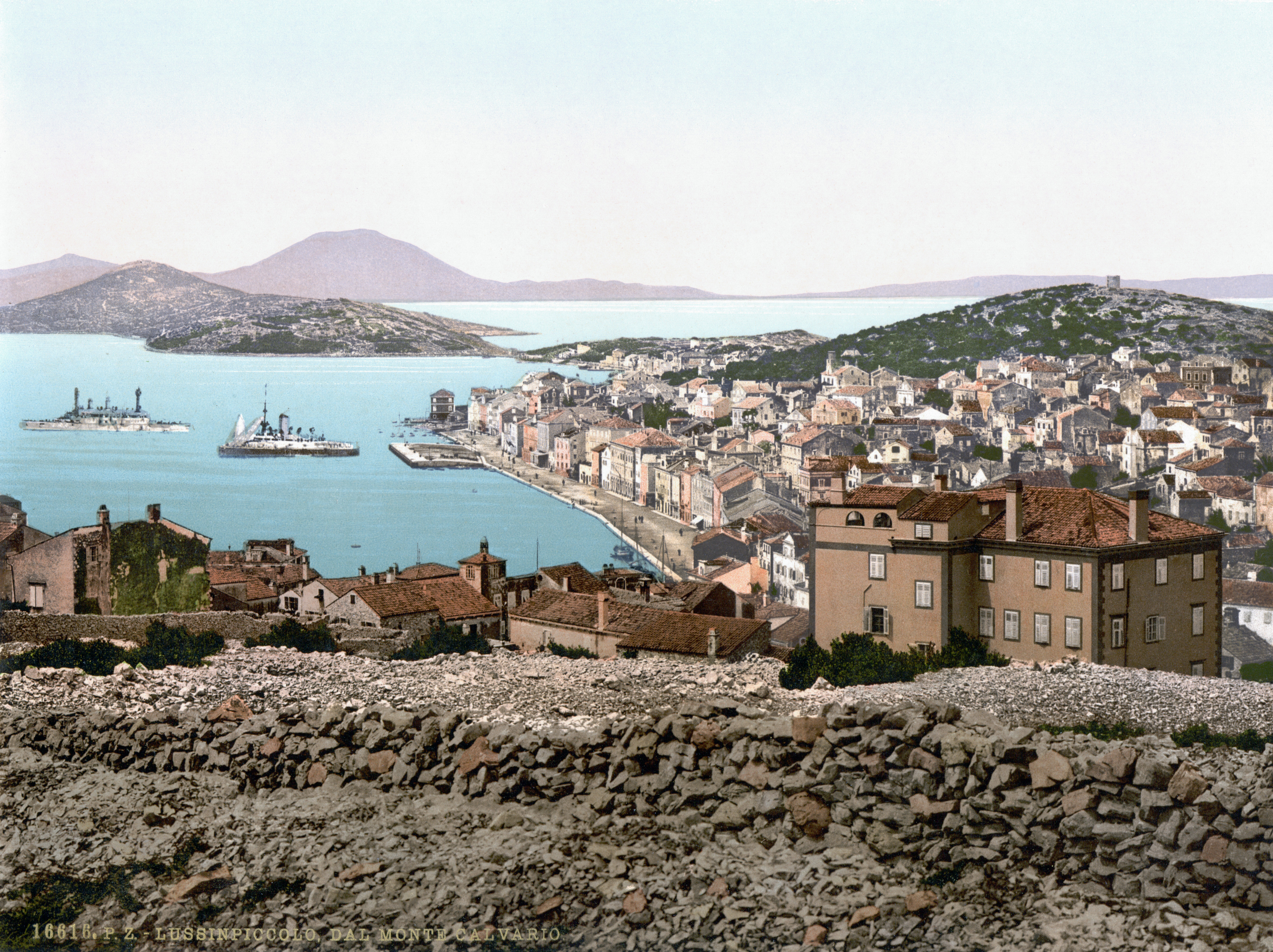
Lussinpiccolo (heute Mali Lošinj) um 1900, wo Boltzmann 1903 zur Sommerfrische weilte.

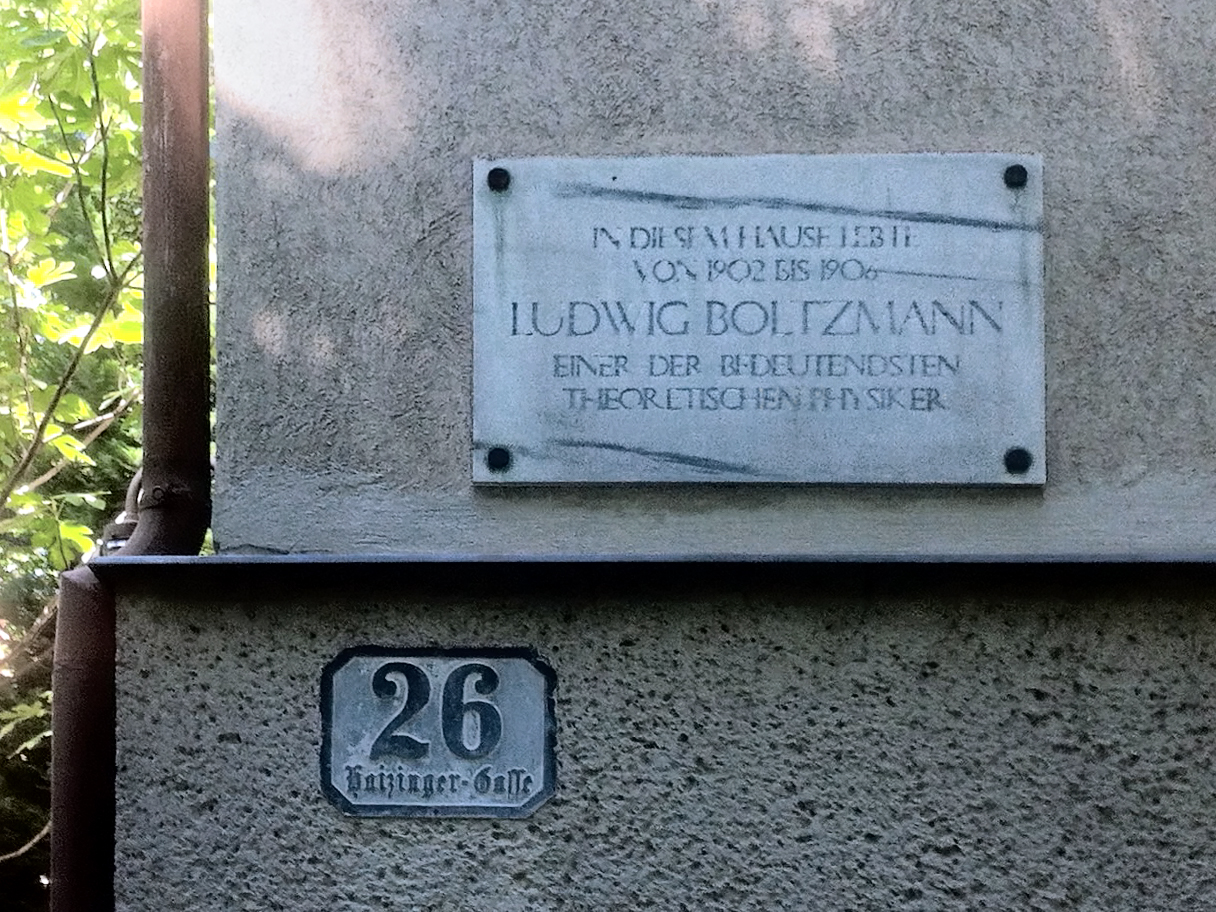
Gedenktafel an Boltzmanns Wohnhaus in der Haizingergasse 26 in Wien-Währing

Zum 1. Oktober 1902 wurde Boltzmann zum ordentlichen Professor der theoretischen Physik an der Universität Wien ernannt. In der „Sommerfrische“ am Meer 1902 und 1903 konnte er sich erholen, sein psychischer und physischer Zustand besserte sich für einige Zeit. Er stand in höchstem Ansehen: er wurde von Kaiser Franz Joseph empfangen und zum Hofrat ernannt. Er bezog eine neue Wohnung in der Haizingergasse in Wien-Währing und stürzte sich mit Eifer in seine Arbeit. Er arbeitete am zweiten Band der Vorlesungen über die Prinzipe der Mechanik und besuchte Göttingen und Kassel, wo er eine „äußerst lebhafte Meinungsverschiedenheit“ mit David Hilbert hatte. Weitere Reisen führten ihn nach England, zum Southport Meeting der British Association for the Advancement of Science, und nach Paris.
Ernst Mach hatte in Wien einen Lehrstuhl für Philosophie inne, konnte aber nach einem Schlaganfall 1901 seiner Lehrverpflichtung nicht mehr nachkommen. Im Wintersemester 1903/04 übernahm Boltzmann seine Vorlesung über Naturphilosophie.:37 Er bereitete sich gründlich darauf vor und kontaktierte brieflich den Philosophen Franz Brentano, den er 1905 in Florenz besuchte. Neben seiner intensiven Beschäftigung mit Philosophie und seiner Lehrtätigkeit kam seine wissenschaftliche Arbeit fast zum Erliegen: Nach 1900 publizierte er nur mehr zwei Arbeiten.
Vom 21. August bis zum 8. Oktober 1904 unternahm Boltzmann in Begleitung seines Sohnes Arthur Ludwig seine zweite Amerikareise, um am St. Louis Mathematics Congress teilzunehmen. Die Strapazen der Reise setzten Boltzmann sehr zu. Er empfand die Belgravia der Hamburg-Amerika-Linie als „sehr minder“ und unbequem. Die Reise führte von New York über Philadelphia, Washington, die Großen Seen mit Detroit, den Niagarafällen und Chicago nach St. Louis. Die Rückreise erfolgte auf der Deutschland.
Im Juni 1905 brach Boltzmann zu seiner dritten und letzten Amerikareise auf, die ihn nach Berkeley führte. Nach einem kurzen Aufenthalt in Leipzig schiffte er sich in Bremen auf der Kronprinz Wilhelm ein. Von New York führte ihn der Express-Zug in vier Tagen und Nächten nach San Francisco. Besonders beeindruckt zeigte er sich vom Lick-Observatorium. Seine Vorlesungen in Berkeley waren nur mäßig erfolgreich, was vor allem an seinem nur schwer verständlichen Englisch lag. Die Rückfahrt erfolgte auf der Kaiser Wilhelm II. Diese Reise ist durch Boltzmanns humorvollen Bericht Reise eines deutschen Professors ins Eldorado bekannt geworden. Die heitere, unbeschwerte Grundstimmung dieses Reiseberichts wird nur selten getrübt, Boltzmann lässt nur wenig von den Beschwerden ahnen, die ihn damals schon quälten. In bester Stimmung kehrte Boltzmann zurück, doch wenige Monate später erfolgte der Zusammenbruch: Sein Gesundheitszustand verschlechterte sich so sehr, dass im Frühjahr 1906 klar wurde, dass Boltzmann seinen Lehrverpflichtungen nicht mehr nachkommen konnte.

### Tod in Duino
Seit langem war Boltzmanns Gesundheitszustand sehr schlecht. Wegen „Neurasthenie“ (Nervenschwäche) war er mehrmals in psychiatrischer Behandlung. Er litt unter extremen Stimmungsschwankungen, Zustände höchster Erregung wechselten mit tiefster Niedergeschlagenheit. Boltzmann selbst erzählte dazu, dass er „in der Nacht zwischen Fastnacht und Aschermittwoch geboren sei, und dieser Kontrast spiegle sich in seinem ganzen Leben wider“. Er war extrem kurzsichtig, bereits 1873 äußerte er die Befürchtung, bald zu erblinden. Um 1900 hatte sein Sehvermögen bereits so sehr nachgelassen, dass er eine Dame anstellte, die ihm wissenschaftliche Literatur vorlas. Seine eigenen Arbeiten diktierte er seiner Frau. Er litt unter Asthma, Nasenpolypen, Kopfschmerzen, Nieren- und Blasenleiden und verschiedenen anderen körperlichen Beschwerden, von denen mehrere besorgte Briefe seiner Frau in den Jahren 1902 und 1903 an die Tochter Ida in Leipzig zeugen.
Am 5. Mai 1906 wurde Boltzmann wegen „schwerer Neurasthenie“ krankheitshalber beurlaubt, Stefan Meyer übernahm seine Vorlesungen. Den Sommer 1906 verbrachte Boltzmann mit seiner Familie an der Adria in Duino nördlich von Triest. Am 5. September 1906, einen Tag vor der geplanten Heimreise, erhängte er sich in seinem Hotelzimmer. Die Neue Freie Presse berichtete am 7. September: „Professor Boltzmann war seit längerer Zeit an Neurasthenie leidend und war zu seinem Sommeraufenthalte in Begleitung einer Tochter nach Duino gekommen. Als die Tochter ihn gestern früh nicht aus seinem Zimmer herauskommen sah, ging sie hinein und fand den Vater, der sich an einer Eisenstange des Fensters erhenkt hatte, tot auf.“ Am Tag darauf brachte die Neue Freie Presse Nachrufe auf Boltzmann von Ernst Mach und Franz Serafin Exner.
Boltzmann hinterließ keinen Abschiedsbrief, der unmittelbare Anlass für seinen Suizid ist daher unbekannt. Von mehreren Autoren wird ein Zusammenhang zwischen Boltzmanns Depressionen und der Ablehnung seiner Atomistik vermutet. George Jaffé schreibt dazu: “I do not venture to guess what reasons led a scientist of his caliber to give up his life after what really was a wonderfully successful career. I cannot help feeling, however, that the scientific situation which I have tried to sketch was not altogether disconnected from his resolution.” („Ich wage es nicht zu vermuten, was einen Wissenschaftler seines Formats dazu bewog, nach einer außerordentlich erfolgreichen Karriere seinem Leben ein Ende zu setzen. Ich kann mich jedoch des Eindrucks nicht erwehren, dass sein Entschluss nicht ganz ohne Zusammenhang mit den wissenschaftlichen Umständen, die ich zu skizzieren versuchte, war.“) Zwar ist es unbestritten, dass die Auseinandersetzungen mit den Energetikern Boltzmann schwer belasteten, es gibt jedoch keine Hinweise darauf, dass diese unmittelbar zu seinem Suizid beigetragen hätten. Entsprechende Vermutungen sind reine Spekulation. Boltzmann war jedenfalls keineswegs ein „verkanntes Genie“, das sich aus Verbitterung um das Unverständnis seiner Umwelt das Leben nahm. Er war ein hoch angesehener Wissenschaftler und hatte ebenso viele Unterstützer wie Gegner; mit wissenschaftlichen Gegnern wie Mach und Ostwald war er persönlich befreundet.

## Boltzmanns wissenschaftliches Werk
Boltzmann arbeitete auf fast allen Gebieten der Physik des 19. Jahrhunderts. Er publizierte insgesamt 139, teils sehr umfangreiche wissenschaftliche Originalarbeiten und schrieb drei Lehrbücher, die aus Materialien zu seinen Vorlesungen entstanden.

### Atomistik

#### Atomtheorie im 19. Jahrhundert
Zu Beginn des 19. Jahrhunderts gab es bedeutende Fortschritte in der Chemie. Joseph Louis Proust formulierte das Gesetz der konstanten Proportionen, John Dalton leitete daraus die Existenz von Atomen als Grundbausteinen chemischer Verbindungen ab und bestimmte für etliche chemische Elemente die relativen Atomgewichte. William Prout formulierte aus der Beobachtung, dass Atomgewichte annähernd ganzzahlige Vielfache des Gewichts des Wasserstoffatoms sind, seine Hypothese, dass das Wasserstoffatom der Grundbaustein der Materie ist – erst im 20. Jahrhundert wurde entdeckt, dass es neben dem Wasserstoffkern, dem Proton, mit dem Neutron noch einen weiteren Grundbaustein des Atomkerns gibt. Um die Mitte des 19. Jahrhunderts war unter Chemikern die Existenz von Atomen allgemein anerkannt, durch Mendelejews Formulierung des Periodensystems der Elemente (1869) erhielt die Atomtheorie einen systematischen Unterbau.
Im Gegensatz dazu fand die Atomtheorie bei Physikern nur teilweise Akzeptanz, auch weil sie für viele physikalische Fragestellungen, die im 19. Jahrhundert untersucht wurden, nicht von Relevanz war. Massive Angriffe gegen die Atomtheorie kamen in den 1890er-Jahren auf. Gegner der Atomistik waren neben den „Energetikern“ Ostwald und Helm vor allem Ernst Mach, dessen „phänomenologische“ Erkenntnistheorie die nicht den Sinnen unmittelbar zugänglichen Atome ablehnte. Diese Strömungen waren allerdings lokal beschränkt, vor allem auf den deutschen Sprachraum und teilweise auf Frankreich (Pierre Duhem); in England fanden diese Lehren kaum Anhänger.

#### Boltzmann und die Atomistik
Bereits eine der frühesten Arbeiten Boltzmanns aus dem Jahr 1867 beschäftigt sich mit der Anzahl der Atome in den Gasmolekülen. In der Mehrzahl von Boltzmanns wissenschaftlichen Abhandlungen ist von Atomen oder Molekülen die Rede, deren Existenz wird meist als selbstverständlich angenommen. Erst als Antwort auf die Angriffe Machs und der Energetiker schrieb Boltzmann mehrere Aufsätze (Über die Unentbehrlichkeit der Atomistik in der Naturwissenschaft, Nochmals über die Atomistik), in denen er auf phänomenologische Argumente eingeht: Die unendliche Teilbarkeit der Materie sei genauso wenig den Sinnen zugänglich wie Atome und daher eine ebenso unbewiesene Hypothese. Der Atomhypothese sei jedoch der Vorzug zu geben, da sie verschiedene beobachtbare Effekte besser erkläre:

„Die Frage, ob die Materie atomistisch zusammengesetzt oder kontinuierlich ist, reduziert sich daher darauf, ob jene Eigenschaften bei Annahme einer außerordentlich großen, endlichen oder ihre Limite bei stets wachsender Teilchenzahl die beobachteten Eigenschaften der Materie am genauesten darstellen.“

Boltzmann geht nicht von der Unteilbarkeit von Atomen aus, sondern spekuliert über den inneren Aufbau der Atome:

„… verschiedene interessante Ansichten über die Art und Weise dieses Aufbaus sind in aller Munde. Das Wort ‚Atom‘ darf uns da nicht irreführen, es ist aus alter Zeit übernommen …“

#### Der Siegeszug der Atomtheorie nach Boltzmanns Tod
Erst nach Boltzmanns Tod im ersten Jahrzehnt des 20. Jahrhunderts konnte sich die Atomtheorie durchsetzen, dabei kam es zu revolutionären Umwälzungen in der Physik. Albert Einstein leitete 1905 aus der kinetischen Theorie der Wärme her, dass die Wärmebewegung von Molekülen in Flüssigkeiten zu mikroskopisch sichtbaren Bewegungen suspendierter Teilchen führen müsse, und vermutete, dass diese Bewegungen mit der „Brown’schen Bewegung“ identisch wären; Smoluchowski kam 1906 unabhängig zu einem ähnlichen Ergebnis. Kurz darauf konnte Jean Perrin Einsteins Vorhersagen experimentell bestätigen:

« … Ainsi, la théorie moléculaire du mouvement brownien peut être regardée comme expérimentalement établie, et, du même coup, il devient assez difficile de nier la réalité objective des molécules. »

„Also kann die molekulare Theorie der Brown’schen Bewegung als experimentell bestätigt gelten, und somit wird es recht schwer, die objektive Existenz von Molekülen zu bestreiten.“

Nach der Entdeckung der Röntgenbeugung in Kristallen war Max von Laue 1912 auch ein direkter experimenteller Nachweis der Anordnung von Atomen in Kristallen gelungen. Die Lehren der Energetiker gerieten in Vergessenheit und waren bald kaum mehr als eine historische Kuriosität.

### Mechanik und Elektrodynamik
Boltzmann nannte die Mechanik, die von Newton, Euler, Lagrange, Hamilton und anderen bereits zu hoher Vollendung gebracht worden war, das „Fundament der gesamten Naturwissenschaften“ und beschäftigte sich auch immer wieder mit Fragen der „klassischen“ Mechanik, wie sie heute im Unterschied zur Quantenmechanik genannt wird. Auch auf andere Zweige der Physik wandte er seine Meisterschaft in klassischer Mechanik an. Dies gilt vor allem für seine Arbeiten zur Elektrodynamik. Die in den 1860er-Jahren von James Clerk Maxwell entwickelte Theorie des Elektromagnetismus konnte für die bis dahin getrennt betrachteten Disziplinen Elektrizität, Magnetismus und Optik eine einheitliche Formulierung finden. Boltzmann hatte großen Anteil daran, das Werk Maxwells auch in Kontinentaleuropa bekannt zu machen. 1895 übersetzte er Maxwells Abhandlung On Faraday's Lines of Force ins Deutsche und veröffentlichte sie als Über Faraday's Kraftlinien in Ostwalds Klassikern der exakten Wissenschaften.
Im Vorwort zu den Vorlesungen über Maxwells Theorie der Elektricität und des Lichts ordnet sich Boltzmann bescheiden Maxwell unter: „Kein Wunder daher, dass sich zur Fortführung des Baues nun die Kärrner einfinden. Ein solcher Kärrner, dem die Aufgabe ward, den Weg zum Gebäude zu ebnen, die Façade zu putzen, vielleicht auch dem Fundamente noch den einen oder anderen Stein einzufügen, will ich sein, und ich bin stolz darauf; denn gäbe es keine Kärrner, wie möchten wohl die Könige bauen?“ In diesen Vorlesungen bedient Boltzmann sich oft mechanischer Analogien.

### Experimentalphysik
Boltzmann ist zwar hauptsächlich als theoretischer bzw. mathematischer Physiker bekannt, erbrachte jedoch auch in der Experimentalphysik bedeutende Leistungen. Trotz seiner schweren Sehbehinderung galt er als geschickter Experimentator. Zu Beginn seines Aufenthalts in Graz arbeitete er mit A. Toepler auf dem Gebiet der Akustik. Seine bedeutendsten experimentellen Ergebnisse erzielte er bei der Bestimmung der Dielektrizitätskonstanten (heute als Permittivität bezeichnet) verschiedener Materialien und vor allem von Gasen, deren Dielektrizitätskonstanten sich nur wenig von 1 unterscheiden und daher schwierig zu ermitteln sind, wofür Boltzmann eigene Methoden ersinnen musste. Boltzmanns Arbeiten zur Dielektrizitätskonstante sind im Zusammenhang mit seinem Studium der Maxwell’schen Elektrodynamik zu sehen. Er war bestrebt, den aus der Maxwell’schen Theorie folgenden Zusammenhang zwischen Brechungsindex {\displaystyle n}, Permittivitätszahl {\displaystyle \varepsilon _{r}} und Permeabilitätszahl {\displaystyle \mu _{r}}
{\displaystyle n={\sqrt {\varepsilon _{r}\mu _{r}}}}
experimentell zu verifizieren.

### Kinetische Gastheorie, Thermodynamik und statistische Mechanik
Um die Mitte des 19. Jahrhunderts hatte Rudolf Clausius den Zweiten Hauptsatz der Thermodynamik formuliert und den Begriff der Entropie geprägt. Die Zunahme der Entropie in einem Prozess ist ein Maß für dessen Reversibilität (Umkehrbarkeit): bleibt die Entropie konstant, ist der Prozess reversibel; nimmt sie hingegen zu (beispielsweise beim Mischen von kaltem mit heißem Wasser), so ist eine Umkehrung nur durch Zufuhr von Energie von außen möglich. Die Gesetze der klassischen Mechanik, die die Bewegung eines einzelnen Teilchens beschreiben, sind jedoch invariant gegenüber einer Zeitumkehr, d. h. zu jeder beliebigen Bewegung eines Teilchens ist auch die Bewegung in umgekehrter Richtung möglich. Boltzmann studierte das Problem, wie aus reversiblen Bewegungen einzelner Teilchen (z. B. Atomen oder Molekülen eines Gases) ein irreversibler Gesamtprozess entstehen kann. Diese Frage beschäftigte ihn sein Leben lang und er hat dazu eine Reihe verschiedener Ansätze gewählt. Diese Ansätze gehen von unterschiedlichen explizit angeführten oder auch nur impliziten Annahmen aus, vor allem über die Eigenschaften der (damals) nicht direkt beobachtbaren Moleküle. Bereits in seiner ersten Arbeit zur statistischen Mechanik aus dem Jahr 1866 behauptete Boltzmann „einen rein analytischen, vollkommen allgemeinen Beweis des zweiten Hauptsatzes der Wärmetheorie zu liefern, sowie den ihm entsprechenden Satz der Mechanik aufzufinden“. Später rückte Boltzmann von dieser Behauptung ab und vertrat die Meinung, dass solch ein allgemeiner Beweis unmöglich wäre.
Bahnbrechend war Boltzmanns Anwendung statistischer Methoden. Er gilt somit neben James Clerk Maxwell und Josiah Willard Gibbs als Begründer der statistischen Mechanik. Maxwell hatte 1860 die Verteilung der Geschwindigkeiten der Atome eines Gases im thermischen Gleichgewicht ermittelt. Maxwells Ergebnisse wurden von Boltzmann verallgemeinert und sind heute als Maxwell-Boltzmann-Verteilung bekannt. Gibbs gelang eine weitere Verallgemeinerung der meist auf Gase beschränkten Ergebnisse Maxwells und Boltzmanns auf beliebige Systeme, indem er den Begriff des Ensembles einführte.

#### H-Theorem und Boltzmann-Gleichung
In seiner meist abgekürzt als „Weitere Studien“ bezeichneten Arbeit von 1872 betrachtet Boltzmann ein Gas im Nichtgleichgewichtszustand und untersucht, wie sich durch die Stöße der Moleküle die Verteilung der „lebendigen Kräfte“ (kinetischen Energien) ändert. Mit diesem „Stoßzahlansatz“ gelangt er zu zwei bedeutenden Ergebnissen, die heute als H-Theorem und als Boltzmann-Gleichung bekannt sind.
Boltzmanns Formulierung des H-Theorems lautet:
{\displaystyle E=\int _{0}^{\infty }f(x,t)\left\{\log \left[{\frac {f(x,t)}{\sqrt {x}}}\right]-1\right\}\mathrm {d} x\ .}
Dabei ist {\displaystyle f(x,t)} die Anzahl der Teilchen mit kinetischer Energie {\displaystyle x} zum Zeitpunkt {\displaystyle t}. Aus dem Stoßzahlansatz leitet Boltzmann ab, dass die Größe {\displaystyle E} (in späteren Arbeiten als {\displaystyle H} bezeichnet, daher der Name H-Theorem) niemals zunehmen kann. {\displaystyle E} ist bis auf einen negativen konstanten Faktor mit der Entropie {\displaystyle S} identisch: Mit dem H-Theorem gelangt Boltzmann so zu einer theoretischen Begründung des Zweiten Hauptsatzes. Boltzmann beschreibt die zeitliche Entwicklung der Verteilungsfunktion {\displaystyle f(x,t)} mit Hilfe einer Integro-Differentialgleichung, die heute Boltzmann-Gleichung oder Boltzmann’sche Transportgleichung genannt wird.

#### Entropie und Wahrscheinlichkeit
Ein weiterer Höhepunkt in Boltzmanns Schaffen ist seine berühmte Arbeit Über die Beziehung zwischen dem zweiten Hauptsatz der mechanischen Wärmetheorie und der Wahrscheinlichkeitsrechnung respektive den Sätzen über das Wärmegleichgewicht aus dem Jahr 1877. In dieser Arbeit kommt Boltzmann mit wahrscheinlichkeitstheoretischen und kombinatorischen Argumenten zu dem Schluss, dass der Übergang zum thermischen Gleichgewicht und die damit verbundene Erhöhung der Entropie einem Übergang von einem unwahrscheinlicheren zu einem wahrscheinlicheren Zustand entspricht: „Der Anfangszustand wird in den meisten Fällen ein sehr unwahrscheinlicher sein, von ihm wird das System immer wahrscheinlicheren Zuständen zueilen, bis es endlich den wahrscheinlichsten, d. h. den des Wärmegleichgewichts, erreicht hat. Wenden wir dies auf den zweiten Hauptsatz an, so können wir diejenige Größe, welche man gewöhnlich als die Entropie zu bezeichnen pflegt, mit der Wahrscheinlichkeit des betreffenden Zustandes identifizieren.“
Das zentrale Ergebnis Boltzmanns wird oft in der Form
{\displaystyle S=k\log W}
geschrieben. Dabei ist {\displaystyle S} die Entropie, {\displaystyle k} die Boltzmann-Konstante, {\displaystyle W} die „thermodynamische Wahrscheinlichkeit“ und {\displaystyle \log } der natürliche Logarithmus. Die Bezeichnung „Wahrscheinlichkeit“ ist nicht ganz zutreffend, vielmehr handelt es sich um die Anzahl von Zuständen („Mikrozuständen“, von Boltzmann als „Komplexionen“ bezeichnet), durch Ort und Impuls aller Teilchen charakterisiert, die einem Zustand des Gesamtsystems („Makrozustand“, im Fall eines Gases durch Zustandsgrößen wie Druck, Volumen und Temperatur charakterisiert) entsprechen.
Boltzmann selbst formulierte die Formel nie in dieser Weise (sie stammt von Max Planck), sie ist jedoch implizit in Boltzmanns wesentlich komplexeren Rechnungen enthalten.

### Strahlungsgesetze
Josef Stefan hatte 1879 experimentell ermittelt, dass die Strahlungsleistung {\displaystyle P} eines schwarzen Strahlers (die emittierte Strahlungsenergie pro Flächeninhalt und Zeit) proportional der vierten Potenz der absoluten Temperatur ist. Ausgehend von den Gesetzen der Thermodynamik und der Maxwell’schen Elektrodynamik fand Boltzmann 1884 eine theoretische Begründung, die von Lorentz als „wahre Perle der theoretischen Physik“ bezeichnet wurde.:14 Die Beziehung
{\displaystyle P=\sigma \cdot A\cdot T^{4}}
wird als Stefan-Boltzmann-Gesetz bezeichnet, wobei der Proportionalitätsfaktor {\displaystyle \sigma } als Stefan-Boltzmann-Konstante bezeichnet wird, {\displaystyle A} entspricht der Oberfläche des schwarzen Körpers und {\displaystyle T} gibt die absolute Temperatur an.

## Boltzmann als Philosoph
Boltzmanns Wirken als Philosoph geriet durch seine Leistungen als Physiker in den Hintergrund. In seiner Antrittsvorlesung zur Naturphilosophie vom 26. Oktober 1903 erläuterte Boltzmann seinen Zugang zur Philosophie vom Standpunkt des Physikers und Praktikers:
„Wenn es für den Professor der Medizin oder der Technik wünschenswert ist, daß er, um nicht zu verknöchern, neben seiner Lehrtätigkeit auch fortwährend Praxis betreibe, ja, wenn man Moltke zum Mitglied der historischen Klasse der Berliner Akademie wählte, nicht weil er Geschichte schrieb, sondern weil er Geschichte machte, vielleicht wählte man auch mich, nicht weil ich über Logik schrieb, sondern weil ich einer Wissenschaft angehöre, bei der man zur täglichen Praxis in der schärfsten Logik die beste Gelegenheit hat.“
Boltzmann drückte seine Skepsis gegenüber der akademischen Philosophie aus, insbesondere über ihre deutschen Vertreter:
„Bin ich nur mit Zögern dem Rufe gefolgt mich in die Philosophie hineinzumischen, so mischten sich desto öfter Philosophen in die Naturwissenschaft hinein. Bereits vor langer Zeit kamen sie mir ins Gehege. Ich verstand nicht einmal, was sie meinten, und wollte mich daher über die Grundlehren aller Philosophie besser informieren.“
„Um gleich aus den tiefsten Tiefen zu schöpfen, griff ich nach Hegel; aber welch unklaren, gedankenlosen Wortschwall sollte ich da finden! Mein Unstern führte mich von Hegel zu Schopenhauer. […] Ja, selbst bei Kant konnte ich verschiedenes so wenig begreifen, daß ich bei dessen sonstigem Scharfsinn fast vermutete, daß er den Leser zum besten haben wolle oder gar heuchle.“
Einen Vortrag vor der Philosophischen Gesellschaft in Wien am 21. Jänner 1905 hatte Boltzmann ursprünglich als „Beweis, daß Schopenhauer ein geistloser, unwissender, Unsinn schmierender, die Köpfe durch hohlen Wortkram von Grund aus und auf immer degenerierender Philosophaster sei“ ankündigen wollen, ein fast wörtliches Zitat aus Schopenhauers „Über die vierfache Wurzel des Satzes vom zureichenden Grunde“, von Schopenhauer auf Hegel gemünzt.
Anlässlich seines Aufenthaltes an der Universität Berkeley äußerte er sich auch über deren Namensgeber, George Berkeley, „dem man sogar nachrühmt, der Erfinder der größten Narrheit zu sein, die je ein Menschenhirn ausgebrütet hat, des philosophischen Idealismus, der die Existenz der materiellen Welt leugnet“.
Boltzmanns materialistische Weltanschauung lehnt die Existenz eines von der Materie unabhängigen „Geistes“ ab. Im 20. Jahrhundert prägte Gilbert Ryle für diesen „Geist“ den Begriff des „Gespensts in der Maschine“ („ghost in the machine“).
„Nach meiner Ansicht ist alles Heil für die Philosophie zu erwarten von der Lehre Darwins. So lange man an einen besonderen Geist glaubt, der ohne mechanische Mittel imstande ist, die Objekte zu erkennen, an einen besonderen Willen, der wieder ohne mechanische Mittel geeignet ist, das für uns Zuträgliche zu wollen, kann man die einfachsten psychologischen Erscheinungen nicht erklären.“
„Erst wenn man einsieht, daß Geist und Wille nicht ein Etwas außer dem Körper, daß sie vielmehr komplizierte Wirkungen von Teilen der Materie sind, deren Wirkungsfähigkeit durch Entwicklung immer vollkommener wird, erst wenn man einsieht, daß Vorstellung, Wille und Selbstbewußtsein nur die höchsten Entwicklungsstufen derjenigen physikalisch-chemischen Kräfte der Materie sind, durch welche Protoplasmabläschen zunächst befähigt wurden, solche Regionen aufzusuchen, die für sie günstiger sind, solche zu vermeiden, die ihnen ungünstig sind, wird einem in der Psychologie alles klar.“

## Nachwirkung

### Boltzmanns Einfluss auf seine Zeitgenossen
Boltzmanns Nachfolger auf seinem Lehrstuhl wurde sein Schüler Friedrich Hasenöhrl, dieser fiel jedoch bereits 1915 im Ersten Weltkrieg. Sein Assistent Stefan Meyer wandte sich der Radiumforschung zu und wurde 1920 Vorstand des Instituts für Radiumforschung. Eine Kontinuität der Boltzmann’schen Lehre gab es nur sehr eingeschränkt, Boltzmann gilt daher mehr als Vollender der klassischen Physik und nicht so sehr als Wegbereiter der Physik des 20. Jahrhunderts. Demgegenüber urteilt jedoch seine Studentin Lise Meitner: „… mit seiner thermodynamischen Forschung und der Einführung statistischer Methoden hat er wesentlich zum Übergang von der klassischen zur modernen, der Mikrophysik, beigetragen.“
Zwei seiner Grazer Studenten, Svante Arrhenius und Walther Nernst, erbrachten bedeutende Leistungen im Gebiet der Physikalischen Chemie und wurden mit dem Nobelpreis für Chemie ausgezeichnet. Boltzmanns Schüler Paul Ehrenfest führte dessen Arbeiten in statistischer Mechanik fort und schrieb gemeinsam mit seiner Frau Tatjana den Artikel Begriffliche Grundlagen der statistischen Auffassung in der Mechanik in Kleins Encyklopädie der mathematischen Wissenschaften.
Nicht zu unterschätzen ist Boltzmanns Einfluss auf Albert Einstein. Einstein studierte Boltzmanns Arbeiten zur statistischen Mechanik sorgfältig und kritisierte sie wiederholt. Etliche von Einsteins frühen Arbeiten beschäftigen sich mit Thermodynamik und bauen auf den Arbeiten Maxwells und Boltzmanns auf.
Max Planck, der 14 Jahre jünger als Boltzmann war, lehnte dessen statistischen Zugang zur Physik viele Jahre lang ab. Im Jahre 1900 leitete er mit Boltzmanns statistischen Methoden das Energiespektrum des schwarzen Strahlers her, was er als einen „Akt der Verzweiflung“ bezeichnete. Mit dieser Verallgemeinerung des Stefan-Boltzmann-Gesetzes führte er das Plancksche Wirkungsquantum ein und legte somit den Grundstein für die moderne Quantentheorie.
Der junge Erwin Schrödinger begann 1906 sein Physikstudium an der Universität Wien. Boltzmanns Tod unmittelbar vor Semesterbeginn erschütterte ihn schwer. Seine Lehre wurde ihm jedoch durch Hasenöhrl und Franz Serafin Exner vermittelt und beeinflusste ihn entscheidend.

### Bedeutung für die heutige Wissenschaft
Zahlreiche nach Boltzmann benannte Formeln, Ideen und Konzepte zeugen von seiner Bedeutung für die moderne Physik und andere Wissenschaften:
- Boltzmann-Konstante;
- Stefan-Boltzmann-Konstante und Stefan-Boltzmann-Gesetz;
- Boltzmann-Gleichung;
- Boltzmann-Statistik;
- Maxwell-Boltzmann-Verteilung;
- Boltzmann-Faktor;
- Poisson-Boltzmann-Gleichung;
- Boltzmann-Maschine, ein stochastisches neuronales Netzwerk;
- Boltzmann-Gehirn, ein hypothetisches, durch Vakuumfluktuationen entstandenes Gehirn;
- Lattice-Boltzmann-Methode, ein Rechenverfahren der numerischen Strömungsmechanik.

## Persönliches

### Ehe und Familie

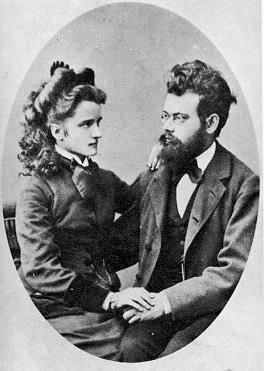
Henriette von Aigentler und Ludwig Boltzmann als Verlobte (1875).

Im Mai 1873 lernte Boltzmann die achtzehnjährige Henriette von Aigentler anlässlich des Jahresausflugs der Lehrerinnenbildungsanstalt in Graz kennen. Henriette wurde am 16. November 1854 in Stainz geboren. Sie stammte aus einer angesehenen österreichischen Familie, ihr Vater Hugo war Jurist und starb bereits 1864, als Henriette neun Jahre alt war; am 30. Dezember 1873 starb auch ihre Mutter Henrika. Die Vollwaise wurde von der Familie des Grazer Bürgermeisters Wilhelm Kienzl unterstützt, dem Vater des Komponisten Wilhelm Kienzl.
Henriette besuchte die Grazer Lehrerinnenbildungsanstalt und wollte Lehrerin für Mathematik und Physik werden, wozu der Besuch von Vorlesungen an der Universität Graz erforderlich war. Frauen waren damals zum Universitätsstudium nicht zugelassen. Wiederholt wandte sie sich an Boltzmann um Rat und Unterstützung in Studienangelegenheiten. Es gelang ihr, alle Schwierigkeiten zu überwinden und als erste Studentin der Universität Graz Vorlesungen in Mathematik, Naturwissenschaften und Philosophie als außerordentliche Hörerin zu besuchen. Am 27. September 1875 machte Boltzmann ihr schriftlich einen Heiratsantrag, den sie postwendend annahm. Am 17. Juli 1876 fand in der Grazer Stadtpfarrkirche die Hochzeit statt. Mit der Eheschließung beendete Henriette ihre Studien.
Henriette und Ludwig Boltzmann hatten fünf Kinder. Die ersten vier kamen in Graz zur Welt, die jüngste Tochter Elsa in München.
- Ludwig Hugo Boltzmann (* 1878; † 1889), Boltzmanns ältester Sohn, starb im Alter von elf Jahren in Graz an einer Blinddarmentzündung.
- Henriette Boltzmann (* 12. Mai 1880; † 8. März 1945) war Lehrerin.
- Arthur Ludwig Boltzmann (* 25. Mai 1881; † 6. November 1952) studierte Physik, Maschinenbau und Elektrotechnik. Am 1. Jänner 1924 wurde er Leiter der Abteilung E3 Elektrisches Messwesen im neu gegründeten Bundesamt für Eich- und Vermessungswesen und Hofrat. Seine Frau Pauline Boltzmann war die Tochter des Laryngologen Ottokar von Chiari, der Boltzmann behandelt hatte. Das Paar hatte drei Kinder, Ludwig (1943 im Zweiten Weltkrieg bei Smolensk gefallen), Ilse-Maria Fasol-Boltzmann (* 22. März 1927; † 2. September 2021; verheiratet mit Karl Heinz Fasol; zugleich wissenschaftliche Nachlassverwalterin ihres Großvaters Ludwig Boltzmann sowie hierzu Herausgeberin von Schriften und Gedenkbänden) und Helga Boltzmann (verheiratet mit Hans Rodinger). Letztere wurde 1951 an der Universität Innsbruck mit dem Thema „Bevölkerungsgeographische Untersuchungen über den Lungau“ promoviert.
- Ida Boltzmann (* 17. September 1884; † 11. April 1910[51],[52]) studierte Mathematik und Physik.
- Elsa Boltzmann (* 4. August 1891; † 27. August 1965) wurde in Schweden zur Heilgymnastin ausgebildet. Am 12. Juli 1920 heiratete sie den Physiker Ludwig Flamm, einen Schüler ihres Vaters. Albert Einstein schickte ein Glückwunschtelegramm. Sie hatten vier Kinder, Maria, Werner, Eilhard und Dieter.

Boltzmanns Frau überlebte ihn um 32 Jahre und starb am 3. Dezember 1938 in Wien. Ihre älteste Schwester, die Malerin Augusta Šantel, schuf Porträts von Henriette und Ludwig Boltzmann.

### Interessen
Boltzmann war vielseitig interessiert und hoch gebildet und beschäftigte sich, dem humanistischen Bildungsideal entsprechend, ausgiebig mit Musik und Literatur. Er spielte ausgezeichnet Klavier, in späteren Jahren begleitete er seinen Sohn Arthur, der Geige spielte. Auch einige Gedichte aus seiner Hand sind bekannt, das „Scherzgedicht“ Beethoven im Himmel wurde mehrmals abgedruckt.:168–170 Seine besondere Verehrung galt Friedrich Schiller. Die Populären Schriften widmete er „den Manen Schillers“ und schreibt dazu im „forwort“:
„di forangestellte widmung ist keine frase, ich danke den werken göthe’s, dessen faust fileicht das grösste aller kunstwerke ist und dem ich di mottos meiner ersten bücher entnommen, shakespeares etc. di höchste geistige erhebung; aber bei schiller ist es etwas anders, durch schiller bin ich geworden, one in könnte es einen mann mit gleicher bart- und nasenform wi ich, aber nimals mich geben.“
Die eigenwillige Orthografie ist ein Protest gegen die Rechtschreibreform von 1901.
Mit großem Interesse verfolgte er aktuelle Entwicklungen in Technik und Wissenschaft, die nicht sein unmittelbares Fachgebiet betrafen. Besondere Aufmerksamkeit widmete er der Luftfahrt, über die er 1894 einen Vortrag in der Gesellschaft Deutscher Naturforscher und Ärzte in Wien hielt. Er korrespondierte mit den Flugpionieren Otto Lilienthal und Wilhelm Kress.

### Boltzmann im Urteil seiner Zeitgenossen und Schüler
Boltzmann galt als hervorragender Vortragender. Zahlreiche Hörer seiner Vorlesungen rühmten die Klarheit und die „eigentümliche Eleganz und Durchsichtigkeit seiner Ausführungen“. Lise Meitner schrieb: „Er war ein ungewöhnlich guter, temperamentvoller, anregender Vortragender, immer lebhaft diskutierend, und konnte (…) seine eigene Begeisterung auf die Zuhörer übertragen.“:48 Im Gegensatz dazu galten seine oft umfangreichen und weitschweifigen wissenschaftlichen Arbeiten als schwer verständlich, nicht nur wegen der anspruchsvollen mathematischen Herleitungen. Bekannt ist das Urteil Maxwells: “By the study of Boltzmann I have been unable to understand him. He could not understand me on account of my shortness, and his length was and is an equal stumbling block to me.” („Beim Studium Boltzmanns war ich nicht in der Lage, ihn zu verstehen. Er konnte mich wegen meiner Kürze nicht verstehen, und seine Länge war und ist gleichermaßen ein Stolperstein für mich.“) Einstein überliefert „die Vorschrift des genialen Theoretikers L. Boltzmann, man solle die Eleganz Sache der Schneider und Schuster sein lassen“.
Zahlreiche Anekdoten zeugen von Boltzmanns Mangel an Gewandtheit in Gesellschaft. In einem Brief an Hans Benndorf im Jahre 1944 berichtete Stefan Meyer: „Unvergesslich sind mir die Einladungen zu Boltzmanns wegen deren unglaublicher Naivität und Unbeholfenheit“; er urteilt aber: „Man bekäme wohl ein ganz falsches, schiefes Urteil über den wirklich erstklassig großen Boltzmann, wollte man ihn nach solchen ‚Geschichteln‘ beurteilen. Er war nicht nur ein großer Gelehrter, sondern trotz all seiner Wunderlichkeit ein innerlich guter Mensch, mit stark ausgesprochenem Familiensinn und Wohlwollen für Andere.“ Ostwald schrieb in seinem Nachruf auf Boltzmann: „Derselbe Mann, dessen mathematischem Scharfsinn nicht die kleinste wissenschaftliche Unstimmigkeit entging, war im täglichen Leben von der Harmlosigkeit und Unerfahrenheit eines Kindes.“:46 Wilhelm Kienzl schrieb: „Er verfügte über ein hohes Maß allgemeiner Bildung, was der auffallenden, fast kindlichen Naivität seines Wesens keinerlei Eintrag tat.“:46 Gerhard Kowalewski, der Boltzmann bei dessen Aufenthalt in Leipzig kennenlernte, schrieb: „Ein Grundzug seines Wesens war grenzenlose Menschenfreundlichkeit.“:34 Ähnlich Lise Meitner: „Von Charakter weich, verletzbar und zartfühlend (…) voll Herzensgüte, Glauben an Ideale und Ehrfurcht gegenüber den Wundern der Naturgesetzlichkeit.“:48

## Ehrungen
Eine Liste der Ehrungen und Auszeichnungen, vor allem der zahlreichen Mitgliedschaften in wissenschaftlichen Gesellschaften und Vereinigungen, ist im Abschnitt Ehrungen (nach vorhandenen Urkunden) in Ludwig Boltzmann (1844–1906) zu finden.:173–174

### Ehrendoktorate
Drei Universitäten verliehen Boltzmann ein Ehrendoktorat. Bei den beiden ersten Verleihungen war er persönlich anwesend.
- Oxford University am 15. August 1894. George Hartley Bryan schrieb 1906 in seinem Nachruf auf Boltzmann, dass dieser sich belustigt zeigte, zum Doktor der Rechte (Doctor of Law) ernannt worden zu sein. „It was, however, pointed out that as an authority on the laws of thermodynamics the title was a fitting one.“ („Es wurde jedoch darauf hingewiesen, dass dieser Titel für ihn als Autorität über die Gesetze der Thermodynamik ein passender wäre.“)[60]
- Anlässlich des zehnjährigen Bestehens der Clark University in Worcester hielt er vier Vorlesungen Über die Grundprincipien und Grundgleichungen der Mechanik[61] und erhielt am 10. Juli 1899 die Ehrendoktorwürde der Universität.[62]
- Königliche Friedrichs-Universität in Christiania am 6. September 1902

Ebenfalls 1902 erhielt er eine Einladung zur 200-Jahr-Feier der Yale University, zu der Gibbs vier Physiker eingeladen hatte: Lord Rayleigh, Poincaré, Boltzmann und Lord Kelvin. Die Teilnahme wäre mit der Verleihung eines Ehrendoktorats verbunden gewesen. Boltzmann sagte krankheitsbedingt ab, bedankte sich jedoch in einem Brief an Gibbs „für die erwiesene Auszeichnung“ – aufgrund eines Missverständnisses hielt sich Boltzmann für einen Ehrendoktor von Yale.

### Nominierungen zum Nobelpreis
Der Physiknobelpreis wurde 1901 zum ersten Mal vergeben. Boltzmann wurde insgesamt fünfmal vorgeschlagen, 1903 vom Chemiker Adolf von Baeyer (Nobelpreis 1905), 1905 und 1906 von Max Planck (Nobelpreis 1918), 1906 von Philipp Lenard, der im Jahr zuvor selber den Nobelpreis erhalten hatte, und vom Chirurgen Vinzenz Czerny.:49–51

### Weitere Ehrungen zu Lebzeiten
1895 wurde Boltzmann in die Royal Society of Edinburgh und 1897 in die American Academy of Arts and Sciences gewählt, 1899 in die Russische Akademie der Wissenschaften, 1900 in die Académie des sciences und 1904 in die National Academy of Sciences. An seinem 60. Geburtstag am 20. Februar 1904 fand zu seinen Ehren eine große Festveranstaltung statt, bei der eine umfangreiche und prachtvoll ausgestattete Festschrift überreicht wurde. Auf fast 1000 Seiten enthält die Festschrift Beiträge von 117 Autoren, die einen Überblick über den damaligen Stand der Physik geben, darunter von Max Planck, Johannes van der Waals, Johannes Stark, Ernst Mach, Arnold Sommerfeld. Eine Erhebung in den Adelsstand lehnte Boltzmann – ungeachtet der aristokratischen Herkunft seiner Frau, deren Urgroßvater Joseph Aigentler 1783 von Kaiser Joseph II. geadelt worden war – ab: „Meinen Vorfahren, meinem Vater war der Name Boltzmann gut genug und soll es auch mir, meinen Kindern und Enkeln sein“.

### Posthume Ehrungen

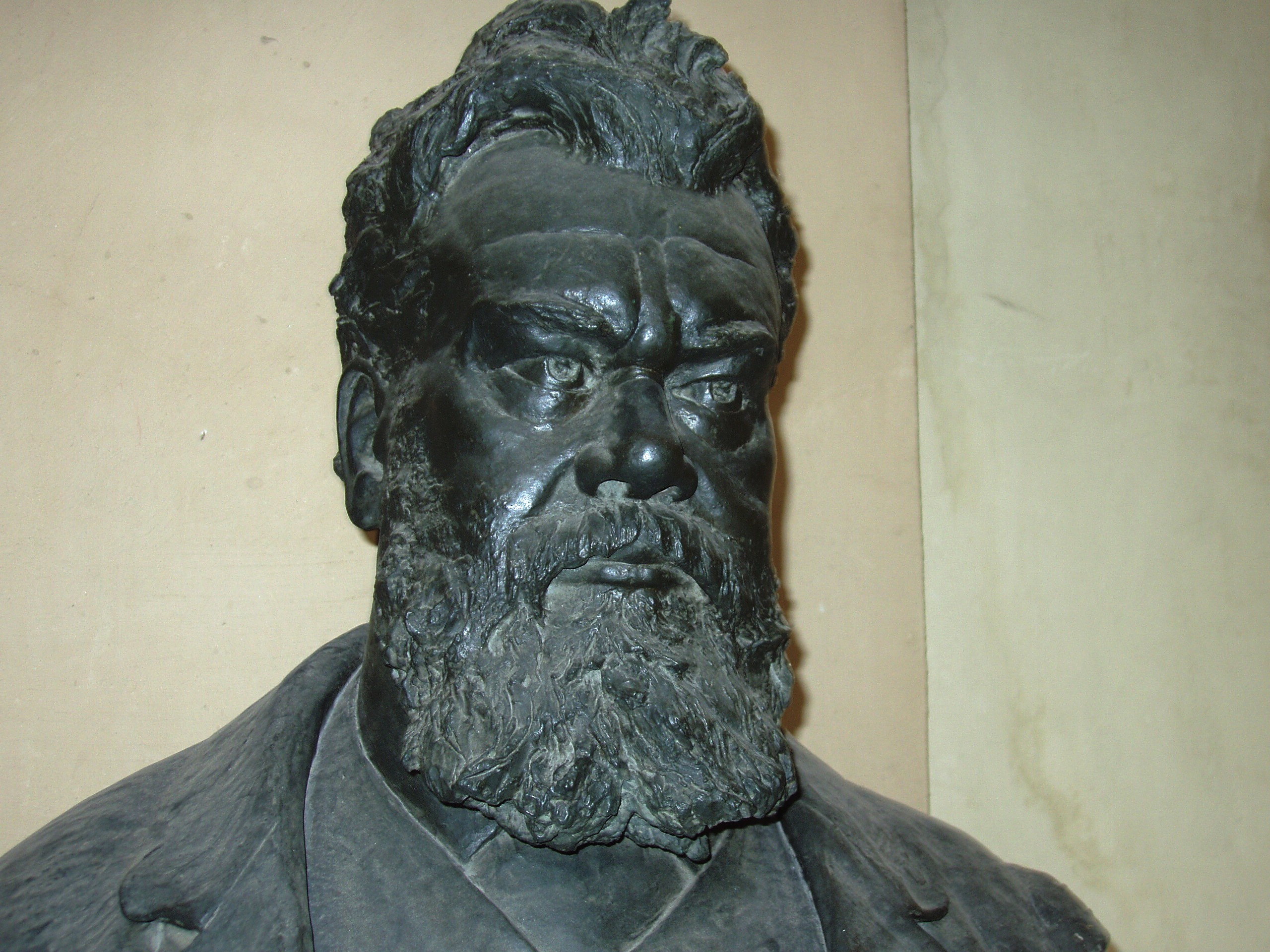
Büste im Arkadenhof der Universität Wien.

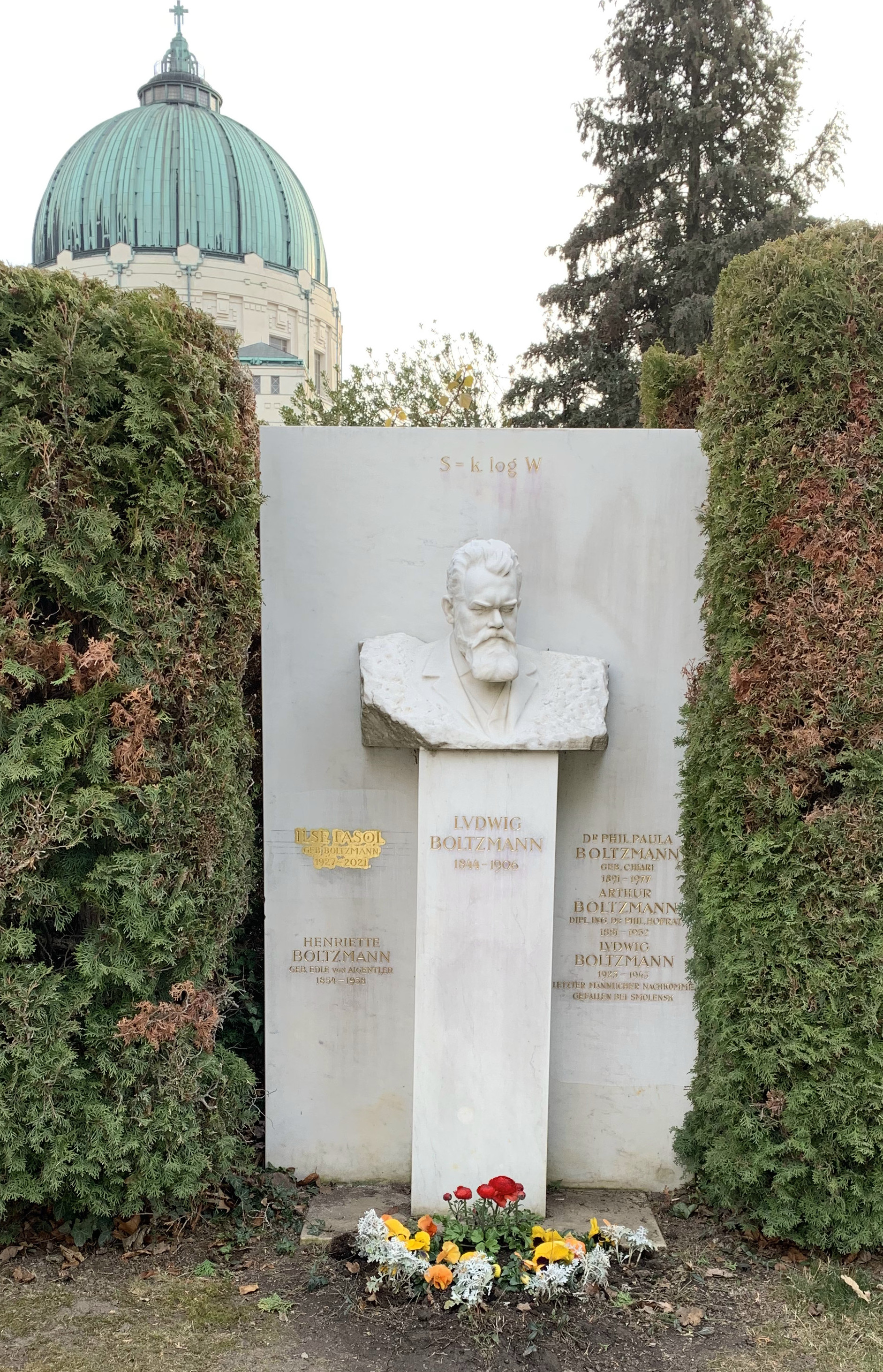
Ehrengrab am Wiener Zentralfriedhof

Am 7. Dezember 1912 wurde eine Büste Boltzmanns im Arkadenhof der Universität Wien enthüllt. Wie damals üblich wurden die Kosten durch eine Spendensammlung aufgebracht, zahlreiche prominente Wissenschaftler wie Albert Einstein, Loránd Eötvös, Arnold Sommerfeld und Ernest Rutherford sind im Spendenverzeichnis zu finden.
1929 wurden Boltzmanns sterbliche Überreste aus dem Döblinger Friedhof exhumiert und in ein Ehrengrab auf dem Wiener Zentralfriedhof überführt. Einem Professorenkomitee „fiel die ehrenvolle Aufgabe zu, für die Errichtung eines würdigen Grabdenkmales vorzusorgen“, das dann in Form einer Büste aus Carrara-Marmor verwirklicht wurde. Die Büste ist das Werk von Gustinus Ambrosi, dessen stark heroisierende Darstellung allerdings wenig Ähnlichkeit mit Boltzmann zeigt. Im Hintergrund ist die berühmte Formel {\displaystyle S=k\log W} in den Marmor eingeschrieben. Das Grabdenkmal wurde am 4. Juli 1933 in Anwesenheit von Stadtrat Julius Tandler, Wolfgang Pauli, Hans Thirring, Boltzmanns Witwe und Sohn Arthur und vielen anderen feierlich enthüllt.
Seit 1953 verleiht die Österreichische Physikalische Gesellschaft den Ludwig-Boltzmann-Preis für besondere Leistungen in der theoretischen Physik.
1960 wurde in Wien die Ludwig Boltzmann Gesellschaft als gemeinnütziger Verein zur Forschungsförderung gegründet. Im Jahr 1965 wurde das erste Ludwig Boltzmann Institut, das LBI für Festkörperphysik, errichtet. Weitere Institute der Ludwig Boltzmann Gesellschaft sind bzw. waren:
- Ludwig Boltzmann Institut für Archäologische Prospektion und Virtuelle Archäologie, Wien, außeruniversitär
- Institut für Freizeit- und Tourismusforschung (IFT), ein ehemaliges Ludwig-Boltzmann-Institut in Österreich
- Ludwig Boltzmann Institut für Angewandte Gerontologie
- Ludwig-Boltzmann-Institut für Funktionelle Hirntopographie, ehemaliges Institut
- Ludwig Boltzmann Institut für Biologischen Landbau und Angewandte Ökologie
- Ludwig Boltzmann Institut für Leukämieforschung und Hämatologie und Mikrobiologie, Labordiagnostik, Apotheke
- Ludwig Boltzmann Institut für Homöopathie, ehemaliges Institut
- Ludwig Boltzmann Institut für Grund- und Menschenrechte, außeruniversitär
- Ludwig Boltzmann Institut für Neulateinische Studien, Innsbruck, außeruniversitär

Seit 1975 wird alle drei Jahre von der IUPAP die Boltzmann-Medaille für Verdienste um die statistische Physik verliehen.
Ein Mondkrater wurde 1964 Boltzmann genannt und ein 1991 entdeckter Asteroid erhielt den Namen (24712) Boltzmann.
Zu den Jubiläen seines Geburts- und Todestages fanden etliche Gedenkveranstaltungen statt, so 1944 im Zweiten Weltkrieg in Wien, wo Arnold Sommerfeld die Festrede zu Boltzmanns 100. Geburtstag hielt. 1981 gab die Österreichische Post eine Sonderbriefmarke zu Boltzmanns 75. Todestag heraus. Zu seinem 100. Todestag fand am 4. September 2006 im Kastell von Duino ein Boltzmann Memorial Meeting statt. Am Gebäude des United World College of the Adriatic, in dem früher das Hotel Ples untergebracht war, wurde eine Gedenktafel enthüllt.

### Benennungen von Straßen
In Österreich sind mindestens sieben Straßen, in Deutschland mindestens fünf – zwei davon in Berlin – nach Boltzmann benannt:
- Boltzmanngasse in Wien: am 27. Februar 1913 wurde die Waisenhausgasse im 9. Wiener Gemeindebezirk, in der sich das 1910 gegründete Institut für Radiumforschung und das neu errichtete Gebäude des Physikalischen Instituts befanden, in Boltzmanngasse umbenannt.[80]
- Boltzmannstraße in Linz, Klagenfurt, Berlin-Dahlem,[81] Garching bei München (die zentrale Achse im Hochschul- und Forschungszentrum) und in Rhede.
- Ludwig-Boltzmann-Gasse in Graz
- Ludwig-Boltzmann-Straße in Neusiedl am See, Potsdam, Berlin-Adlershof (am Campus der Humboldt-Universität)[82]
- Ludwig Boltzmann-Straße in Wiener Neustadt

## Schriften

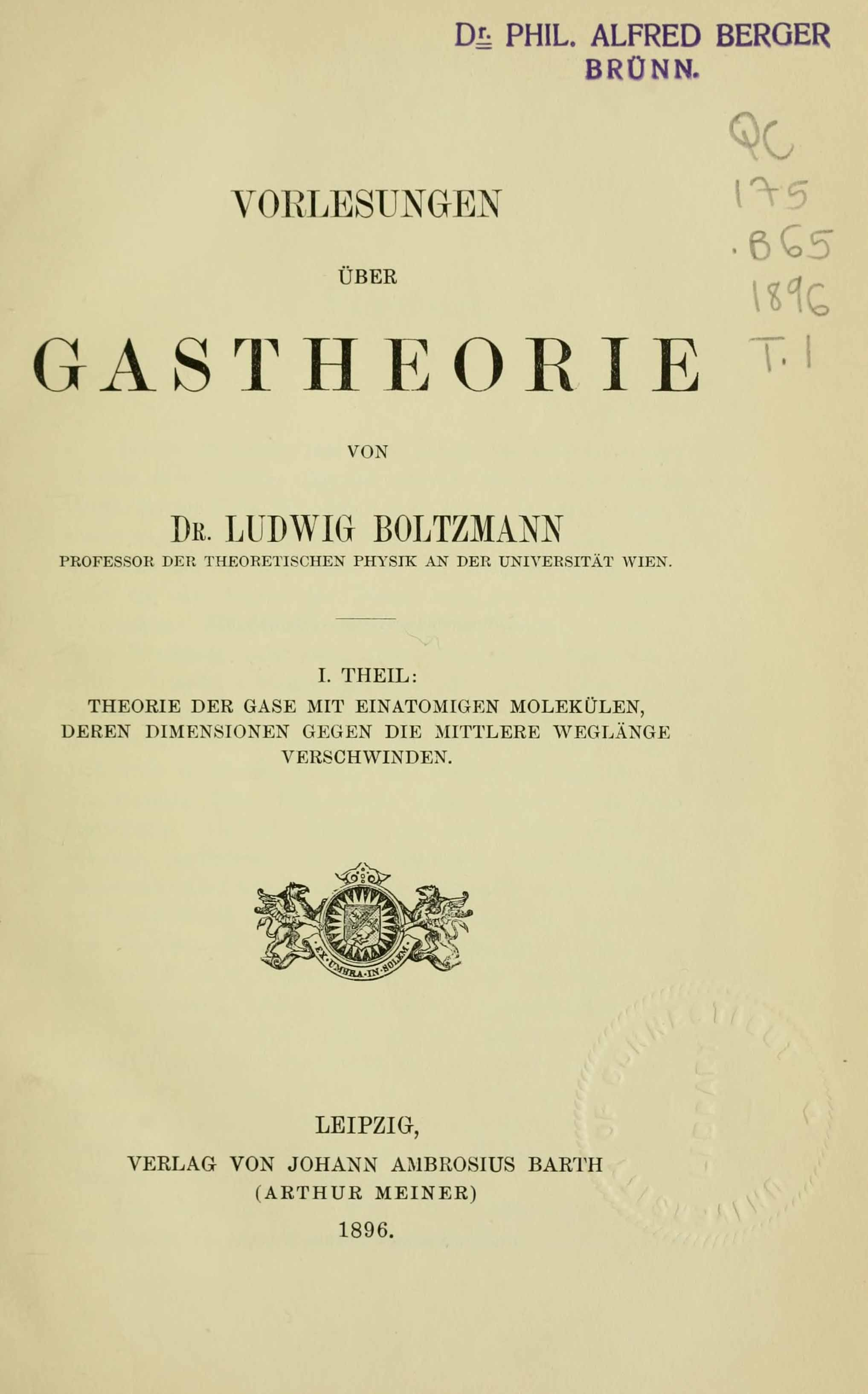
Theorie der Gase mit einatomigen Molekülen, deren Dimensionen gegen die mittlere weglänge Verschwinden, 1896

### Wissenschaftliche Originalarbeiten
Die 139 wissenschaftlichen Arbeiten Boltzmanns wurden nach seinem Tod von Fritz Hasenöhrl gesammelt und 1909 bei Johann Ambrosius Barth in drei Bänden veröffentlicht. Sie sind an der Universität Wien online zugänglich:
- Wissenschaftliche Abhandlungen von Ludwig Boltzmann. I. Band (1865–1874)
- Wissenschaftliche Abhandlungen von Ludwig Boltzmann. II. Band (1875–1881)
- Wissenschaftliche Abhandlungen von Ludwig Boltzmann. III. Band (1882–1905)

Das Exemplar der Universität Wien stammt aus dem Besitz Stefan Meyers und hat eine handschriftliche Widmung Fritz Hasenöhrls. 2012 wurden die Wissenschaftlichen Abhandlungen von Cambridge University Press nachgedruckt.
Boltzmanns letzte Arbeit, 1905 gemeinsam mit seinem Assistenten Josef Nabl verfasst, ist nicht in den gesammelten Abhandlungen enthalten und posthum 1907 erschienen:
- Ludwig Boltzmann und Josef Nabl: Kinetische Theorie der Materie. In: Encyklopädie der mathematischen Wissenschaften, Band 5 Physik, S. 493–557

### Lehrbücher
- Vorlesungen über Maxwells Theorie der Elektricität und des Lichtes I. Theil. Johann Ambrosius Barth, Leipzig 1891.
- Vorlesungen über Maxwells Theorie der Elektricität und des Lichtes II. Theil. Johann Ambrosius Barth, Leipzig 1893.
- Vorlesungen über Gastheorie I. Theil. Johann Ambrosius Barth, Leipzig 1896.
- Vorlesungen über Gastheorie II. Theil. Johann Ambrosius Barth, Leipzig 1898.
- Vorlesungen über die Principe der Mechanik I. Theil. Johann Ambrosius Barth, Leipzig 1897.
- Vorlesungen über die Prinzipe der Mechanik II. Teil. Johann Ambrosius Barth, Leipzig 1904.
- Hugo Buchholz (Hrsg.): Ludwig Boltzmanns Vorlesungen über die Prinzipe der Mechanik III. Teil. Elastizitätstheorie und Hydromechanik. Johann Ambrosius Barth, Leipzig 1920, eingeschränkte Vorschau in der Google-Buchsuche

Die handschriftlichen Unterlagen zu seinen Vorlesungen über Naturphilosophie befinden sich in Familienbesitz und wurden 1990 von seiner Enkelin Ilse Fasol-Boltzmann veröffentlicht:
- Ilse M. Fasol-Boltzmann (Hrsg.): Ludwig Boltzmann Principien der Naturfilosofi: Lectures on Natural Philosophy 1903–1906. Springer, Berlin 1990, ISBN 3-540-51716-2.

### Populäre Schriften
Ein Sammelband mit verschiedenen Aufsätzen aus den Jahren 1873 bis 1905 wurde 1905 unter dem Namen „Populäre Schriften“ veröffentlicht:
- Populäre Schriften. Leipzig, Johann Ambrosius Barth 1905.

Die populären Schriften enthalten unter anderem Aufsätze zu wissenschaftlichen und philosophischen Themen (z. B. Über Maxwells Elektrizitätstheorie, Über die Unentbehrlichkeit der Atomistik in der Naturwissenschaft, Über eine These Schopenhauers), Nachrufe auf verstorbene Wissenschaftler (Gustav Robert Kirchhoff, Josef Stefan, Josef Loschmidt) und Berichte zu aktuellen Entwicklungen in Wissenschaft und Technik (Über Luftschiffahrt, Röntgens neue Strahlen). Häufig nachgedruckt wurde die Reise eines deutschen Professors ins Eldorado, ein humorvoller Bericht über seine Reise nach Kalifornien im Sommer 1905.

### Briefe
Es wurden zwei Bände mit Boltzmanns Briefen veröffentlicht:
- Walter Höflechner (Hrsg.): Ludwig Boltzmann. Leben und Briefe. Publikationen aus dem Archiv der Universität Graz 30 (= Ludwig Boltzmann Gesamtausgabe, Band 9), Akademische Druck- und Verlagsanstalt, Graz 1994, ISBN 3-201-01629-2.

Erich Zöllner, der Gatte von Boltzmanns Enkelin Maria Flamm, entdeckte zu einem nicht näher bekannten Zeitpunkt in Boltzmanns Wohnung in der Haizingergasse in Wien-Währing 125 Briefe, die zwischen Boltzmann und seiner späteren Gattin Henriette von Aigentler in der Zeit von 1873 bis zu ihrer Hochzeit im Juli 1876 gewechselt wurden.
- Dieter Flamm (Hrsg.): Hochgeehrter Herr Professor! Innig geliebter Louis!. Ludwig Boltzmann, Henriette von Aigentler. Briefwechsel. Böhlau, Wien 1995, ISBN 3-205-98266-5.

### Gesamtausgabe
In den 1980er Jahren wurde unter der Leitung von Roman Sexl mit der Herausgabe einer Gesamtausgabe von Boltzmanns Schriften begonnen. Bis 1982 erschienen drei Bände, Band 1 (Vorlesungen über Gastheorie), Band 2 (Vorlesungen über Maxwells Theorie der Elektricität und des Lichtes) und Band 8 (Ausgewählte Abhandlungen). Nach dem frühen Tod des Herausgebers geriet die Gesamtausgabe jedoch ins Stocken, bis 1998 erschienen lediglich zwei weitere Bände, Band 9 (Leben und Briefe, siehe oben) und Band 10 (Vorlesung über Experimentalphysik in Graz). Die Gesamtausgabe ist bis heute (2015) unvollendet.